# Zulema Daher
Zulema Beatriz Daher (Loreto, 12 de septiembre de 1951) es una arquitecta y política argentina que durante doce años se desempeñó como diputada nacional en representación de la provincia de Salta.

## Biografía
Zulema Daher nació en la Provincia de Santiago del Estero en 1951, está casada con Héctor Videgain, con quien tuvo dos hijos. Estudió arquitectura en la Universidad Nacional de Tucumán en donde se egresó como arquitecta en el año 1976.
Inició su carrera política dentro de las filas del peronismo justicialista siendo su primer cargo electivo una concejalía en San Ramón de la Nueva Orán por el periodo 1993-1995. En 1994 es elegida como convencional constituyente para la Reforma de la Constitución Argentina de 1994. El Frente Justicialista para la Victoria fue el más votado en las Elecciones de convencionales constituyentes de Argentina de 1994 y lograron cuatro bancas para la convención, entre ellas la de Juan Carlos Romero.
Luego con el retorno a la intendencia de ese municipio del diputado nacional Eliseo Barberá, Zulema será nombrada como secretaria de obras públicas del municipio. Se desempeñaría en el cargo por cuatro años y su trabajo le valió una candidatura para diputada nacional acompañando a Juan Manuel Urtubey. Ese año la lista de Daher perdería en la categoría contra la Alianza Salteña que proponía para la cámara baja a Ricardo Gómez Diez y a Blanca Azucena Saade. De todas maneras, debido a la paridad de las elecciones (44.94 % la alianza -  42.33 % los justicialistas) ambas listas obtendrían dos escaños y Zulema conseguiría su primer mandato como diputada nacional.
En el año 2003, Daher buscaría renovar su mandato por cuatro años más acompañando nuevamente a Juan Manuel Urtubey. En esta ocasión el frente justicialista para la victoria ganaría en la categoría obteniendo dos escaños legislativos, uno para Urtubey y otro para Daher. Las otras dos bancas serían para Carlos Sosa del Partido Renovador de Salta que había salido segundo y para Antonio Lovaglio Saravia de Unidos por Salta un frente que agrupaba a partidos como la Unión Cívica Radical y a Recrear para el Crecimiento.
Una vez más en el año 2007, Daher buscaría su segunda reelección y su tercer mandato como diputada nacional. En esta ocasión no sería acompañada por Juan Manuel Urtubey porque este sería candidato a gobernador. Zulema secundaría a Marcelo López Arias, exsenador nacional. Paradójicamente la lista que integraba Daher era la que apoyaba a Walter Wayar como gobernador y a Juan Carlos Romero como senador, la otra lista del peronismo era la que impulsaba al otrora compañero de lista de Zulema, Urtubey, a gobernador, mientras que en senadores impulsaba a Juan Agustín Pérez Alsina y para diputados a José Vilariño y Mónica Torfe. La lista de Zulema se impondría en la categoría aunque su candidato a gobernador perdió contra Urtubey. Daher renovaría su mandato para el periodo 2007-2011.
En este último periodo, como presidente de la comisión de transporte tuvo que hacer frente al proyecto de reestatización de Aerolíneas Argentinas y Austral. También fue novedad tras separarse del bloque oficialista tras la postura del bloque presidido por Agustín Rossi sobre la política agropecuaria junto a su compañera de bancada y de provincia Susana Canela.
En 2013 fue la primera suplente en la lista de candidatos a diputados nacionales del frente salteño que llevó como cabeza de lista a Guillermo Durand Cornejo. La lista fue la más votada pero solo lograron un escaño.